# Stazione di Strada Casale
Stazione di Strada Casale vasútállomás Olaszországban, Brisighella településen.

## Vasútvonalak
Az állomást az alábbi vasútvonalak érintik:
- Firenze–Faenza-vasútvonal

## Kapcsolódó állomások
A vasútállomáshoz az alábbi állomások vannak a legközelebb:
- Stazione di Fognano
- Stazione di Sant'Eufemia di Brisighella